# Au Bonheur des Dames (1930)
Au Bonheur des Dames is een Franse dramafilm uit 1930 onder regie van Julien Duvivier. Het scenario is gebaseerd op de gelijknamige roman uit 1883 van de Franse auteur Émile Zola.

## Verhaal
Het jonge weesmeisje Denise trekt naar Parijs om er aan de slag te gaan in het modewinkeltje van haar oom. Zijn winkel gaat echter ten onder aan de moordende concurrentie van Au Bonheur des Dames, een warenhuis voor damesconfectie aan de overkant van de straat. Denise gaat dan ook maar als verkoopster werken in het warenhuis en wordt er al spoedig verliefd op de directeur.

## Rolverdeling
| Acteur             | Personage         |
| ------------------ | ----------------- |
| Dita Parlo         | Denise            |
| Pierre de Guingand | Octave Mouret     |
| Germaine Rouer     | Mevrouw Desforges |
| Nadia Sibirskaïa   | Geneviève Baudu   |
| Fabien Haziza      | Colomban          |
| Fernand Mailly     | Sébastien Jouve   |
| René Donnio        | Deloche           |
| Albert Bras        | Bourdoncle        |
| Adolphe Candé      | Baron Hartmann    |
| Armand Bour        | Baudu             |
| Ginette Maddie     | Clara             |